# Pleasant Hill (Illinois)
Pleasant Hill es una villa ubicada en el condado de Pike, Illinois, Estados Unidos. Según el censo de 2020, tiene una población de 924 habitantes.

## Geografía
La localidad está ubicada en las coordenadas 39°26′36″N 90°52′22″O / 39.44333, -90.87278. Según la Oficina del Censo de los Estados Unidos, Pleasant Hill tiene una superficie total de 2.04 km², de la cual 1.98 km² corresponden a tierra firme y 0.06 km² es agua.

## Demografía
Según el censo de 2020, hay 924 personas residiendo en Pleasant Hill. La densidad de población es de 466.67 hab./km². El 94.59% de los habitantes son blancos, el 0.43% son afroamericanos, el 0.65% son de otras razas y el 4.33% son de una mezcla de razas. Del total de la población, el 2.06% son hispanos o latinos de cualquier raza.